# Imués (ort)
Imués är en ort i Colombia.   Den ligger i departementet Nariño, i den sydvästra delen av landet, 500 km sydväst om huvudstaden Bogotá. Imués ligger 2 610 meter över havet och antalet invånare är 1 736.
Terrängen runt Imués är kuperad åt sydväst, men åt nordost är den bergig. Terrängen runt Imués sluttar österut. Runt Imués är det ganska tätbefolkat, med 96 invånare per kvadratkilometer. Närmaste större samhälle är Túquerres, 13,5 km väster om Imués. Omgivningarna runt Imués är en mosaik av jordbruksmark och naturlig växtlighet.